# Маре, Жан
Жа́н Маре́ (фр. Jean Marais; полное имя — Жан Альфре́д Вилле́н-Маре́, Jean Alfred Villain-Marais; 11 декабря 1913, Шербур, Третья Французская республика — 8 ноября 1998, Канны, Франция) — французский актёр, постановщик, писатель, художник, скульптор, а также каскадёр.

## Ранняя жизнь
Маре родился 11 декабря 1913 года в Шербуре, Франция, в семье ветеринара Альфреда Эммануэля Виктора Поля Виллена-Маре (1882—1959) и его жены Алин Мари Луиз Вессорд (1887—1973). Мать была из эльзасцев. У Жана были старший брат Анри и старшая сестра Мадлен, которая умерла накануне рождения Жана.
Родители развелись, когда ему было 4 года, после чего Алин переехала с сыновьями в Париж. После этого она часто отсутствовала, и Жан писал ей письма, но адрес на конверте всегда ставила только его тётя. И лишь позже Жан узнал, что Алин была клептоманкой и всё время своего отсутствия она проводила в тюрьме. С отцом Жан не виделся где-то до 40 лет, и лишь после его смерти Алин заявила ему, что Альфред ему не родной отец; по её словам, он был бесплоден (она признала, что они с Анри только единоутробные братья), а биологическим отцом Жана был его крёстный Эжен Удаиль, которого он до этого считал своим дядей.
Образование получил в лицее Кондорсе.

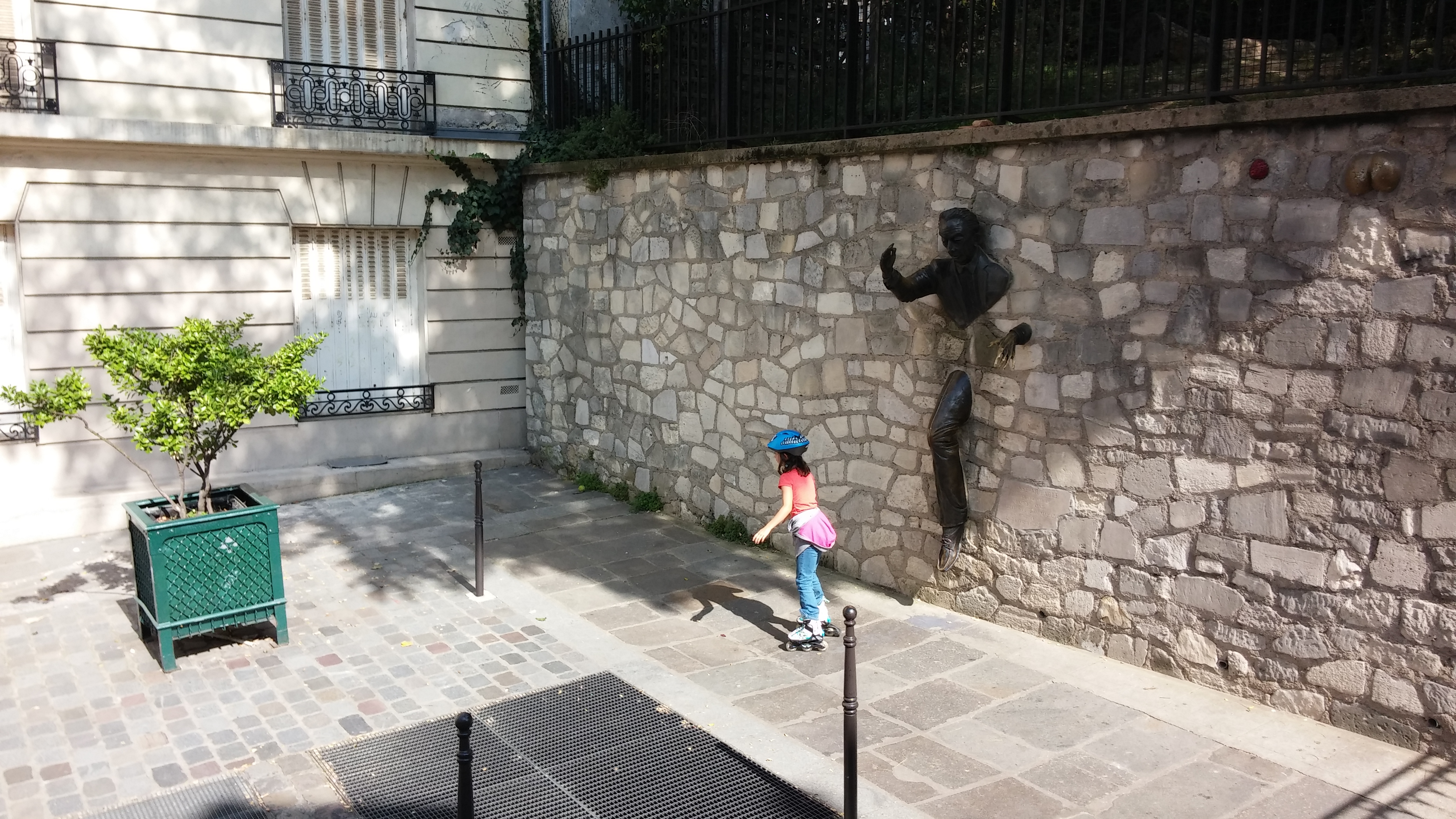
Памятник Марселю Эме

## Карьера
Играл в приключенческих фильмах героические роли смелых и отважных персонажей; постоянно находясь в отличной физической форме, он сам выполнял различные трюки, дрался на шпагах, ездил верхом, прыгал из окон и с мостов. Режиссёры специально компоновали кадры так, чтобы было видно, что трюк выполняет сам актёр. Имел исключительно выигрышную фактуру — мощное гармоничное атлетическое телосложение, мускулистые руки и ноги, смелое, прекрасное и мужественное лицо с ярко выраженными волевыми чертами и дерзким, вдохновенным и благородным взглядом. В своих лучших ролях создавал романтические, идеальные образы рыцарей или авантюристов без страха и упрёка, людей несокрушимого духа, праведных и верных до мозга костей.
Кроме большого артистического таланта, Жан Маре обладал значительными способностями к художественной скульптуре, живописи и поэзии. Пабло Пикассо, увидев некоторые ранние скульптурные работы Маре, удивился, как человек с таким талантом скульптора «тратит своё время на какие-то съёмки в кино и работу в театре». В 1989 году в Париже в районе Монмартр был установлен памятник писателю Марселю Эме работы его друга Жана Маре. Скульптура больше известна под названием «Человек, проходящий сквозь стену». Она полностью изготовлена из бронзы, и её идеей является эпизод одноимённого рассказа писателя.
В сентябре 1995 года Жан Маре позировал для портрета русскому художнику Георгию Шишкину и побывал на его выставке в Париже.

## Личная жизнь
Недолгое время состоял в отношениях с актрисой Милой Парели, с которой после расставания снялся в «Красавице и чудовище».
Маре был бисексуалом. Спутником его жизни был поэт и режиссёр Жан Кокто, вместе они прожили более 25 лет, вплоть до смерти Кокто. Однако Кокто для Маре был не просто партнёром — он был человеком, заменившим ему всех, в том числе и отца.
В 1963 году Маре усыновил молодого человека Сержа Айала (1942—2012). В конце 1960-х Серж, взяв себе имя Серж Виллен-Маре, попытался начать карьеру певца и актёра, снимаясь в основном в эпизодах тех фильмов, где играл Маре, но в итоге стал ресторатором, женился. В первые годы приёмные сын и отец были довольно близки, но в 1973 году Маре переехал в Валлорис, и их отношения постепенно сошли на нет.
Серж покончил с собой в феврале 2012 года в возрасте 69 лет.

## Смерть
Маре скончался от отёка лёгких в Каннах, Приморские Альпы, 8 ноября 1998 года. Похоронен в Валлорисе на Старом кладбище. Незадолго до смерти он аннулировал своё отцовство, а всё своё состояние завещал Николь Паскали (она и её муж были его близкими друзьями). Его приёмный сын Серж затеял длинную судебную тяжбу, и в 2009 году ему удалось отсудить в свою пользу часть состояния Маре.
В январе 2016 года могила Жана Маре была ограблена — вандалы сняли с надгробия фигуру льва (одну из двух), выполненную по собственным эскизам Маре.

## Фильмография

### 1933—1937
| Год  |   | Русское название             | Оригинальное название        | Роль                             |
| ---- | - | ---------------------------- | ---------------------------- | -------------------------------- |
| 1933 | ф | На улицах                    | Dans les rues                | нет в титрах                     |
| 1933 | ф | Этьен                        | Étienne                      |                                  |
| 1933 | ф | Ястреб                       | L'Épervier                   |                                  |
| 1934 | ф | Авантюрист                   | L’Aventurier                 | молодой работник                 |
| 1934 | ф | Скандал                      | Le Scandale                  | лифтёр                           |
| 1935 | ф | Счастье                      | Le Bonheur                   | журналист                        |
| 1936 | ф | Новые люди                   | Les Hommes nouveaux          | секретарь                        |
| 1936 | ф | Огненные ночи                | Nuits de feu                 |                                  |
| 1937 | ф | Злоупотребление доверием     | Abus de confiance            |                                  |
| 1937 | ф | Возрождение Елисейских полей | Remontons les Champs-Élysées | аббат-наставник                  |
| 1937 | ф | Забавная драма               | Drôle de drame               | Le fêtard assommé par un Chinois |
| 1937 | ф | Патриот                      | Le patriote                  |                                  |

### 1941—1949
| Год  |   | Русское название            | Оригинальное название     | Роль                          |
| ---- | - | --------------------------- | ------------------------- | ----------------------------- |
| 1941 | ф | Сгоревший павильон          | Le pavillon brûle         | Даниэль                       |
| 1942 | ф | Кармен                      | Carmen                    | дон Хозе, предводитель драгун |
| 1942 | ф | Кровать под балдахином      | Le Lit à colonnes         | композитор Реми Бонван        |
| 1943 | ф | Вечное возвращение          | L'Éternel Retour          | Патрис                        |
| 1943 | ф | Безнадёжное путешествие     | Voyage sans espoir        | Ален Жинестье                 |
| 1946 | ф | Красавица и чудовище        | La Belle et la Bête       | Авнан, принц и чудовище       |
| 1946 | ф | Шуаны                       | Les Chouans               | маркиз Монтеранский           |
| 1947 | ф | Двуглавый орёл              | L’Aigle à deux têtes      | Станислас                     |
| 1947 | ф | Рюи Блаз (Опасное сходство) | Ruy Blas                  | Рюи Блаз и дон Сезар де Базан |
| 1948 | ф | Глазами воспоминаний        | Aux yeux du souvenir      | Жак Форестьер, пилот          |
| 1948 | ф | Тайна Майерлинга            | Le Secret de Mayerling    | эрцгерцог Рудольф             |
| 1948 | ф | Ужасные родители            | Les Parents terribles     | Мишель, возлюбленный Мадлины  |
| 1948 | ф |                             | Ceux du Tchad или Leclerc | молодой лейтенант             |
| 1949 | ф | Орфей                       | Orphée                    | Орфей                         |
| 1949 | ф |                             | Vedettes en liberté       | в роли себя                   |

### 1950—1959
| Год  |   | Русское название                | Оригинальное название               | Роль                             |
| ---- | - | ------------------------------- | ----------------------------------- | -------------------------------- |
| 1950 | ф | Кориолан                        | Coriolan                            |                                  |
| 1950 | ф | Стеклянный замок                | Le Château de verre                 | Рене Марсо, любовник Эвелины     |
| 1950 | ф | Чудеса случаются однажды        | Les Miracles n’ont lieu qu’une fois | Жером                            |
| 1951 | ф | Кожаный нос                     | Nez de cuir                         | Роже                             |
| 1951 | ф |                                 | L’Amour, Madame                     | камео                            |
| 1951 | ф |                                 | Le rendez-vous de Cannes            | камео                            |
| 1952 | ф | Дом молчания                    | La Maison du silence                |                                  |
| 1952 | ф | Призыв судьбы                   | L’Appel du destin                   | Лоренцо Ломбарди, отец Роберто   |
| 1953 | ф | Спальня старшеклассниц          | Dortoir des grandes                 | инспектор Дезире Марко           |
| 1953 | ф | Жюльетта                        | Julietta                            | Андре Ландрекур, адвокат         |
| 1953 | ф | Разбитые мечты                  | Les Amants de minuit                | мошенник Марсель Дюлак           |
| 1953 | ф |                                 | Etoiles au soleil                   | камео                            |
| 1953 | ф |                                 | Boum sur Paris                      | камео                            |
| 1954 | ф | Граф Монте-Кристо               | Le comte de Monte Cristo            | Эдмон Дантес                     |
| 1953 | ф | Целитель                        | Le Guérisseur                       | Пьер Лашо-Лоран, врач            |
| 1954 | ф | Тайны Версаля                   | Si Versailles m'était conté         | король Людовик XV                |
| 1955 | ф | Будущие звёзды                  | Futures vedettes                    | Эрик Вальтер, тенор и профессор  |
| 1955 | ф | Губбия, любимый                 | Goubbiah, mon amour                 | Губбия, пьяница                  |
| 1955 | ф | Наполеон: путь к вершине        | Napoléon                            | граф Монтолон                    |
| 1955 | ф | Весь город обвиняет             | Toute la ville accuse               | Франсуа Нерак, писатель          |
| 1956 | ф | Елена и мужчины                 | Elena et les hommes                 | генерал Франсуа Ролан            |
| 1956 | ф | Если бы нам рассказали о Париже | Si Paris nous était conté           | король Франциск I                |
| 1957 | ф | Карманная любовь                | Un Amour de poche                   | профессор Жером Нордман          |
| 1957 | ф | Ля Тур, берегись!               | La Tour, prends garde !             | Анри ля Тур                      |
| 1957 | ф | Жизнь вдвоём                    | La Vie à deux                       | Тедди Брукс, фокусник            |
| 1957 | ф | Белые ночи                      | Nuits blanches (Le Notti bianche)   | Тенан                            |
| 1957 | ф | СОС, Норонга!                   | SOS Noronha                         | Фредерик Кулибо                  |
| 1957 | ф | Тайфун над Нагасаки             | Typhon sur Nagasaki                 | Пьер Марсак, инженер             |
| 1958 | ф | Каждый день имеет свой секрет   | Chaque jour a son secret            | Ксавьер Лецано, этнолог          |
| 1959 | ф | Завещание Орфея                 | Le Testament d’Orphée               | Эдип                             |
| 1959 | ф | Горбун                          | Le Bossu                            | шевалье Анри де Лагардер: горбун |

### 1960—1969
| Год  |   | Русское название                       | Оригинальное название               | Роль                                                              |
| ---- | - | -------------------------------------- | ----------------------------------- | ----------------------------------------------------------------- |
| 1960 | ф | Аустерлиц                              | Austerlitz                          | Лазар Карно                                                       |
| 1960 | ф | Капитан                                | Le Capitan                          | Франсуа де Капестан: капитан                                      |
| 1961 | ф | Принцесса Клевская                     | La Princesse de Clèves              | принц Клевский                                                    |
| 1961 | ф | Капитан Фракасс                        | Le Capitaine Fracasse               | барон Сигоньяк: капитан Фракасс                                   |
| 1961 | ф | Тайны Бургундского двора (Чудо волков) | Le Miracle des loups                | Робер де Невилль                                                  |
| 1961 | ф | Похищение сабинянок                    | L’Enlèvement des Sabines            | бог Марс                                                          |
| 1961 | ф | Наполеон II. Орленок                   | Napoléon II l’Aiglon                | Монтолон                                                          |
| 1961 | ф | Понтий Пилат                           | Ponce Pilate                        | Понтий Пилат                                                      |
| 1962 | ф | Железная маска                         | Le Masque de fer                    | д’Артаньян                                                        |
| 1962 | ф | Парижские тайны                        | Les Mystères de Paris               | Рудольф де Сомбрей                                                |
| 1963 | ф | Благородный Станислас, секретный агент | L'Honorable Stanislas, agent secret | Станислас Дюбуа                                                   |
| 1963 | ф | Ищите кумира                           | Cherchez l’idole                    | камео                                                             |
| 1964 | ф | Фантомас                               | Fantômas                            | Фантомас, журналист Фандор, лорд Шелтон и тюремный надзиратель    |
| 1964 | ф | Картошка                               | Patate                              | Ноэль Каррадин                                                    |
| 1964 | ф | Самозванец Тома                        | Thomas l’imposteur                  | комментатор                                                       |
| 1965 | ф | Фантомас разбушевался                  | Fantômas se déchaîne                | Фантомас, журналист Фандор, профессор Лефевр и маркиз де Растелли |
| 1965 | ф | Джентльмен из Кокоди                   | Le Gentleman de Cocody              | Жан-Люк Эрве                                                      |
| 1965 | ф | Вся правда о Станисласе                | Pleins feux sur Stanislas           | Станислас Дюбуа, секретный агент                                  |
| 1965 | ф | Адский поезд                           | Train d'enfer                       | Антуан Фабр                                                       |
| 1966 | ф | Семь парней и девушка                  | Sept hommes et une garce            | Доржеваль                                                         |
| 1966 | ф | Фантомас против Скотланд-Ярда          | Fantômas contre Scotland Yard       | Фантомас, журналист Фандор, Уолтер Браун и гангстер Джузеппе      |
| 1966 | ф | Святой выходит на след                 | Le Saint prend l’Affut              | «Святой», авантюрист                                              |
| 1968 | ф | Пария                                  | Le Paria                            | Манюэль Томас                                                     |
| 1970 | ф | Провокация                             | La Provocation                      | Кристиан, профессор археологии                                    |
| 1969 | ф |                                        | Le Jouet criminel                   | старик                                                            |

### 1970—1998
| Год       |     | Русское название                  | Оригинальное название        | Роль                                     |
| --------- | --- | --------------------------------- | ---------------------------- | ---------------------------------------- |
| 1970      | ф   | Ослиная шкура                     | Peau d’Âne                   | первый король                            |
| 1973—1974 | с   | Жозеф Бальзамо                    | Joseph Balsamo               | Жозеф Бальзамо                           |
| 1975      | док |                                   | Jean Marais, artisan du rêve |                                          |
| 1976      | док |                                   | Chantons sous l'Occupation   |                                          |
| 1981      | док |                                   | Chirico par Cocteau          | Une participation                        |
| 1982—1983 | с   |                                   | Emmenez-moi au théâtre       | Джордж Бернард Шоу                       |
| 1985      | ф   | Парковка                          | Parking                      | Аид / Дьявол                             |
| 1985      | ф   | Родственные связи                 | Lien de parenté              | Виктор Блез, старый крестьянин           |
| 1992      | ф   | Дети потерпевшего кораблекрушение | Les Enfants du naufrageur    | Марк-Антуан, старик-отшельник на острове |
| 1994      | ф   | Отверженные                       | Les Misérables               | мёсье Мюриель                            |
| 1995      | ф   |                                   | Projection au Majestic       |                                          |
| 1996      | ф   | Ускользающая красота              | Beauté volée                 | Гийом                                    |
| 1997      | док |                                   | Milice                       |                                          |

## Телеспектакли
- 1969 : / Renaud et Armide (по пьесе Жана Кокто) — король Рено
- 1971 : / Robert Macaire (по пьесе Фредерика Лемэтра) — Робер Макэр
- 1973 : Жозеф Бальзамо / Joseph Balsamo (сериал из 7 частей) — Жозеф Бальзамо, граф Калиостро
- 1973 : / Karatekas and Co (сериал из 6 частей) — император, древний дипломат
- 1977 : / Voyage à Olympie — Ménesthée
- 1980 : / Les parents terribles — Жорж (по пьесе Жана Кокто)
- 1982 : / Cher menteur (по пьесе Жерома Килти)
- 1983 : / Du vent dans les branches de sassafras (по пьесе Рене де Обальдиа)
- 1996 : / Belmondo le magnifique, документальный фильм — его кинопробы

## Книги
- Янушевская И., Демин В. [ Жан Марэ. Человек, актёр, миф, маска.] — М.: Искусство, 1969. — 240 с.
- Жан Маре. Жизнь актёра. — М.: Вагриус, 2001. — 320 с.
- Жан Маре. Непостижимый Жан Кокто. Серия: Коллекция. Пер. с франц. Е. Турышевой. — М. Текст, 2003. — 187 стр., ил.